# 溫羨
溫羨（？—307年），字長卿，西晋太原祁人。祖父是三國時曹魏揚州刺史溫恢。在西晉官至左光祿大夫、領司徒。

## 生平
溫羡少以朗寤見稱，先被齊王司馬攸辟命為掾，後遷尚書郎。惠帝繼位後歷任豫州刺史、散騎常侍和尚書。齊王司馬冏於永寧元年（301年）擊敗稱帝的趙王司馬倫後掌政權，因溫羨曾任父親司馬攸的屬官而特別親近，讓他改任吏部尚書。
永安元年（304年），溫羨隨同東海王司馬越與晉惠帝討伐鄴城，在王淩和東瀛公司馬騰擊敗司馬穎軍後，溫羨因功獲封大陵縣公。後出任冀州刺史。永興二年（305年），被河間王司馬顒挾持到長安的晉惠帝詔命溫羨為中書令，但溫羨不應命。同時東海王司馬越以迎接晉惠帝回洛陽為名起兵，但豫州刺史劉喬不接受司馬越的指揮，更攻打范阳王司馬虓的根據地许昌，司馬虓唯有北渡黃河求援；司馬虓司馬劉琨此時勸說溫羨讓冀州給司馬虓，溫羨最終答應。及後司馬虓自領冀州，並得到王淩的軍力協助，得以擊敗劉喬，讓司馬越成功迎回晉惠帝。晉惠帝被迎回洛陽後以溫羡为中书监，但未上任晉惠帝就中毒逝世。光熙元年（306年），晉怀帝即位，迁任左光禄大夫、開府、領司徒，當時的人都認為他升官升得很快。溫羨不久病卒，獲追赠司徒，諡曰元。

## 家庭

### 父
- 溫恭，官至濟南太守。

### 弟
- 溫憺，河東太守。

### 子
- 溫祗，太傅西曹掾。
- 溫允，太子舍人。
- 溫裕，娶武安長公主，官至左光祿大夫。

### 侄兒
- 溫嶠，溫憺之子，東晉重臣，官至驃騎將軍、開府儀同三司，封始安郡公。

## 延伸阅读
[在维基数据编辑]
 《晉書/卷044》，出自房玄齡《晉書》